# Puerta de la Iglesia de Cristo
La  Puerta de la Iglesia de Cristo (en inglés Christ Church Gate) fue construida en 1517 por orden el Prior Thomas Goldstone II como entrada a la Catedral de Canterbury, una de las más antiguas y famosas estructuras cristianas en Inglaterra.
Las  estatuas de ángeles y la figura de Jesús que originalmente la decoraban fueron destruidas por los soldados de Oliver Cromwell durante la Guerra Civil Inglesa (1642 – 1651), que decidieron usar las figuras como diana para practicar con sus armas de fuego. 
Las dos almenas de la torre fueron demolidas en 1830 para mejorar la visibilidad de la catedral.
Entre 1932 y 1933 la puerta fue restaurada, y se volvieron a añadir las almenas en 1937. El Cristo de bronce que corona la puerta es de 1991.

## Galería cronológica

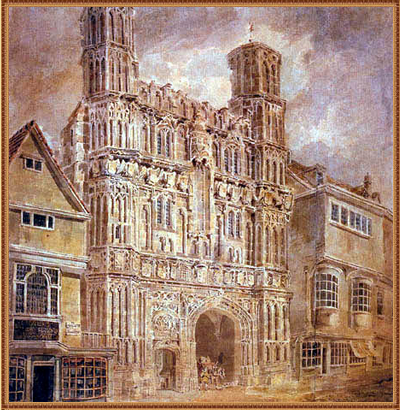
Estado en el 1642: la puerta sigue presentando el diseño original, pero los ángeles y Cristo han sido destruidos
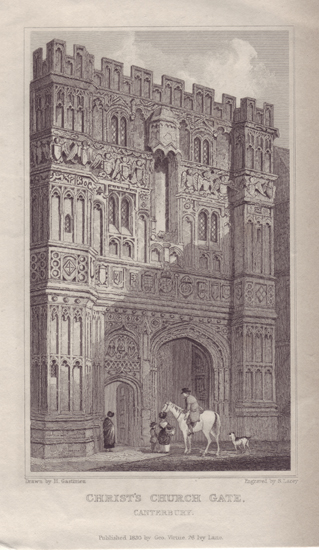
Estado en 1830: las dos almenas son demolidas
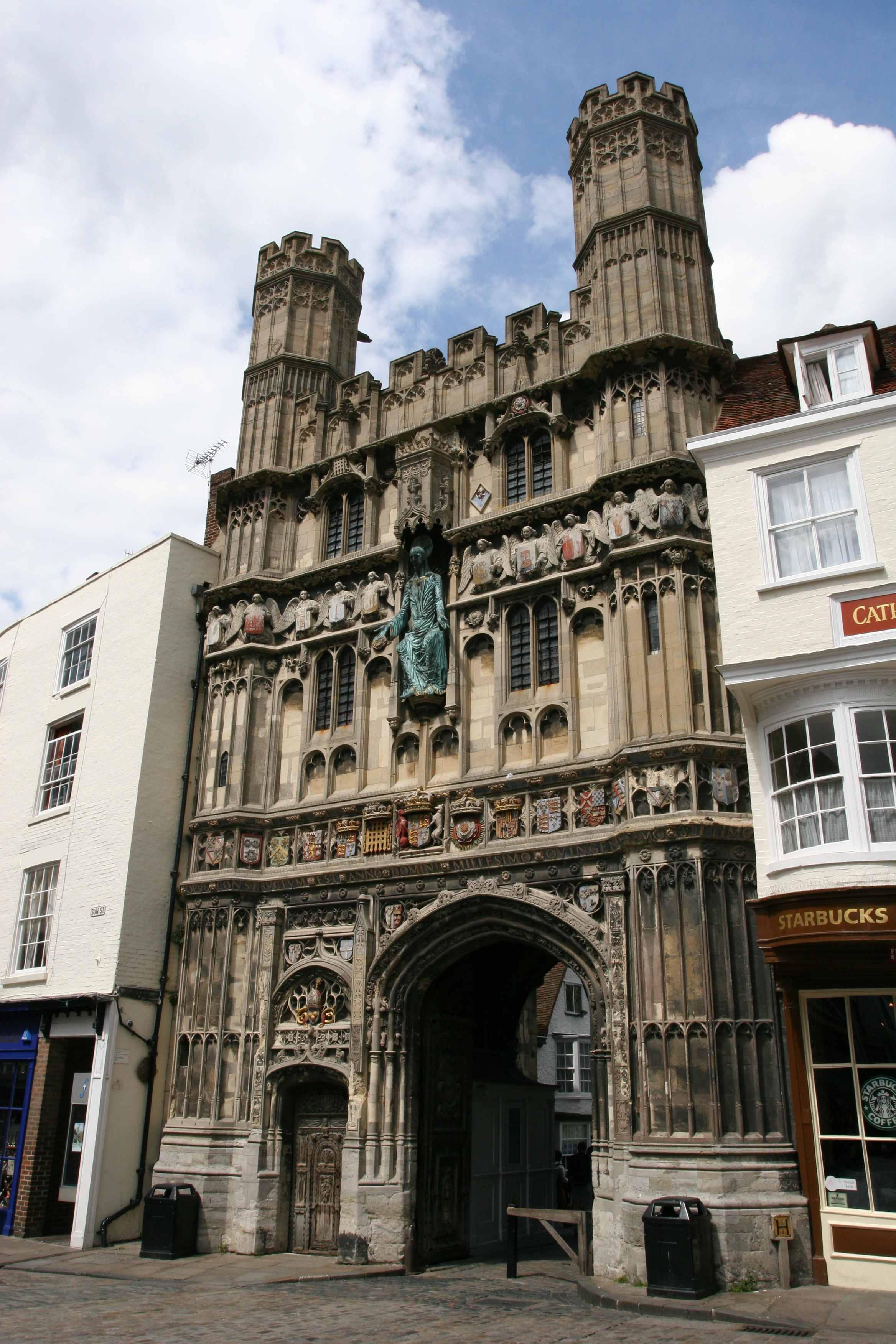
Estado en 1991: la torre es restaurada (1932) y las almenas, reconstruidas (1937). Se añade un nuevo Cristo